# Greg Peterson (rugby à XV)
Pour les articles homonymes, voir Peterson.
Pas d'image ? Cliquez ici

a Compétitions nationales et continentales officielles uniquement.

b Matchs officiels uniquement.
Dernière mise à jour le 21 mars 2025.
Greg Peterson, né le 26 mars 1991 à Sydney (Australie), est un joueur de rugby à XV international américain d'origine australienne évoluant au poste de deuxième ligne.

## Carrière

### En club
Greg Peterson commence sa carrière avec son club formateur de Manly qui évolue en Shute Shield (championnat de la région de Sydney),. 
En 2012, il rejoint la franchise des Waratahs qui dispute le Super Rugby. Il ne dispute aucune rencontre de Super Rugby lors de sa première saison, mais joue avec les Junior Waratahs (Waratahs A) en Pacific Rugby Cup. La saison suivante, il joue son premier et unique match de Super Rugby le 1er mars 2013 contre les Melbourne Rebels. En 2014, s'il ne joue aucun match avec les Waratahs, il rejoint l'équipe des North Harbour Rays en National Rugby Championship, dont il est rapidement nommé capitaine,.
En juin, il est annoncé qu'il doit rejoindre le club français du RC Narbonne évoluant en Pro D2, mais il décide finalement de rester en Australie pour disputer la fin de saison avec son club de Manly,. Au mois de décembre de la même année, il signe un contrat portant jusqu'à la fin de la saison en cours avec les Leicester Tigers en Premiership.
La saison suivante, il signe un contrat de deux saisons avec la franchise écossaise des Glasgow Warriors en Pro12. Il joue beaucoup lors de sa première saison (17 matchs), mais manque une grosse partie de sa seconde saison en raison d'une blessure à l'épaule,. En décembre 2016, il prolonge son contrat pour deux saisons supplémentaires. Lors des deux saisons suivantes, il ne joue qu'assez peu en raison de blessures et de la concurrence de joueurs comme Jonny Gray, Tim Swinson ou Scott Cummings.
En décembre 2018, il est libéré de son contrat de façon anticipée afin de rejoindre le club français de l'Union Bordeaux Bègles en Top 14, en tant que joker médical de Jandré Marais victime d'une rupture des ligaments croisés. Avec le club bordelais, il joue huit rencontres (pour trois titularisations).
À la fin de son contrat avec Bordeaux-Bègles, il signe un contrat de deux ans avec le club anglais des Newcastle Falcons, récemment relégués en Championship. Il participe à la remontée immédiate du club en Premiership et, devenu un joueur important de l'effectif des Falcons, prolonge son contrat pour deux saisons supplémentaires,. En mai 2023, après quatre saisons avec Newcastle, il annoncé que son contrat ne sera pas renouvelé, et il quitte le club dans la foulée.
Il fait dans foulée son retour au sein des Glasgow Warriors, sur la base d'un contrat court où il remplace numériquement JP du Preez blessé.
À la fin de son contrat avec Glasgow, il s'engage avec la Legion de San Diego pour la saison 2024 de Major League Rugby.
Il annonce la fin de sa carrière de joueur professionnel à la fin de l'année 2024.

### En équipe nationale
Greg Peterson joue en 2009 avec la sélection scolaire australienne (en),.
Il joue avec l'équipe d'Australie des moins de 20 ans en 2010 et 2011, disputant à cette occasion le championnat du monde junior,.
Sélectionnable avec les États-Unis en vertu de la nationalité de ses parents, il est sélectionné pour la première fois avec l'équipe des États-Unis de rugby à XV en novembre 2014, dans le cadre de la tournée d'automne en Europe. Il connait sa première sélection le 8 novembre 2014 contre l'équipe de Roumanie à Bucarest.
Il fait partie du groupe américain choisi par Mike Tolkin (en) pour participer à la coupe du monde 2015 en Angleterre. Il dispute trois matchs de cette compétition, contre les Samoa, l'Écosse, et le Japon.
En septembre 2019, il est retenu dans le groupe de 31 joueurs américains sélectionné pour disputer la Coupe du monde au Japon. Il joue les quatre matchs de son équipe lors de la compétition.

## Palmarès

### En club
- Vainqueur du Super Rugby en 2014 avec les Waratahs (sans jouer).
- Finaliste du Pro14 en 2019 avec les Glasgow Warriors.
- Vainqueur du RFU Championship en 2020 avec Newcastle.

## Statistiques
- 51 sélections entre 2014 et 2024 (dont 34 titularisations)[3].
- 5 points (1 essai)
- Sélections par année : 3 en 2014, 8 en 2015, 1 en 2016, 2 en 2017, 6 en 2018, 10 en 2019, 4 en 2021, 5 en 2022, 3 en 2023, 9 en 2024.

- Participation à la Coupe du monde en 2015 (3 matchs) et 2019 (4 matchs).